# تيمور زهاماليتدينوف
تيمور زهاماليتدينوف (بالروسية: Тимур Абдурашитович Жамалетдинов)‏ (21 مايو 1997 بموسكو في روسيا - ) هو لاعب كرة قدم روسي في مركز الهجوم. لعب مع نادي سيسكا موسكو.

## روابط خارجية
- تيمور زهاماليتدينوف على موقع الاتحاد الأوربي (الإنجليزية)
- تيمور زهاماليتدينوف على موقع قاعدة بيانات كرة القدم.إي يو (الإنجليزية)
- تيمور زهاماليتدينوف على موقع Soccerway.com (الإنجليزية)
- تيمور زهاماليتدينوف على موقع عالم كرة القدم.نت (الإنجليزية)